# Люботинські пагорби
Люботинські пагорби (Ľubotínska pahorkatina) — гірський масив в Словаччині; геоморфологічна підодиниця масиву Спішсько-Шаришське міжгір'я. Середні висоти — 480 метрів.. Місце розташування — Пряшівський край.